# 涼風杏菜
涼風 杏菜（すずかぜ あんな、1982年12月24日 - ）は、日本の元AV女優、元テレビレポーター。 涼風杏奈の表記もある。

## 略歴
2002年9月、AV『官能メモリアル』（アリスJAPAN）でデビュー。アリスJAPAN、マックス・エー2社専属女優として、レンタル市場で連続12本の出演契約を獲得、英知出版からは写真集とイメージビデオも発売された。
2003年9月に『デジタルモザイク Vol.019』（MOODYZ）でセルデビューし、10本余りのセル作品を残した。 2004年8月発売の『中出し引退ライブ!!』（ナチュラルハイ）を事実上の最終作としてAV女優を引退した。2007年3月には「涼風杏奈」の名義で雑誌に復活グラビアが掲載されたこともあった。
なおAV引退にあたって、公式ホームページで「藤代愛射」名義への改名と、芸能界への転身を発表している。

## 作品

### アダルトビデオ
2002年
- 官能メモリアル （9月20日、アリスJAPAN）
- Potential （10月25日、サマンサ（マックス・エー））
- Miss Lovesick （11月29日、アリスJAPAN）
- LOVE STORY （12月31日、サマンサ）

2003年
- おねだりしちゃう （1月31日、アリスJAPAN）
- 女教師狩り in 涼風杏菜 （2月25日、サマンサ）
- 妹玩具 （3月25日、アリスJAPAN）
- COS-PLAY MANIA （4月22日、サマンサ）
- 女尻 （5月23日、アリスJAPAN）
- 迫撃 （6月27日、サマンサ）
- ぶっかけアイドル （7月18日、アリスJAPAN）
- カジュアル・セックス （8月22日、サマンサ）
- デジタルモザイク Vol.019 （9月15日、MOODYZ）
- 堕天使 X （10月10日（レンタル） /  11月21日（セル）、バズーカ）
- Angel 涼風杏菜 （11月8日、アイデアポケット）

2004年
- レポーター凌辱無残 （1月8日、アタッカーズ）
- 感度良好 （1月15日、マルクス兄弟）
- 真・絶対服従【九】（3月1日、ゴーゴーズ）
- 僕だけの巨乳ママ 7 （3月5日、ワープエンタテインメント）
- 巨乳女教師童貞狩り （4月3日、ワープエンタテインメント）
- 新聞記者 ぶっかけザーメン特派員 （4月29日、ドリームチケット）
- 「強淫受精3」 （5月15日、プレステージ）
- 中出し引退ライブ!! （8月5日、ナチュラルハイ）
- 涼風杏菜with氷咲沙弥　FIRST LOVE （9月8日、たま家）

### イメージビデオ
- eclipse（VHS版）/ Luna（DVD版）（2002年12月25日、英知出版）
- 秘密の丘の少女 W24 涼風杏菜 （2006年4月29日、ラックマーク）

### 写真集
- eclipse （2002年11月10日発行、英知出版、 撮影：吉田裕之） ISBN 9784754215415

## 出演

### テレビ
- 特命リサーチ200X （日本テレビ系）
- どうぶつ奇想天外! （TBS系）